# George Pomuț
George Pomuț (n. 31 mai 1818, Jula, Békés, Ungaria – d. 12 octombrie 1882, Sankt Petersburg, Imperiul Rus) a fost un general american de origine română, care s-a remarcat în Războiul civil american. Anterior a luptat în Revoluția de la 1848 de partea revoluționarilor maghiari, ocazie cu care a primit gradul de căpitan. La sfârșitul vieții a fost diplomat american la curtea imperială rusă de la St. Petersburg.
De numele său este legat procesul de cumpărare a provinciei Alaska de către SUA de la Rusia țaristă.

## Tânăr revoluționar

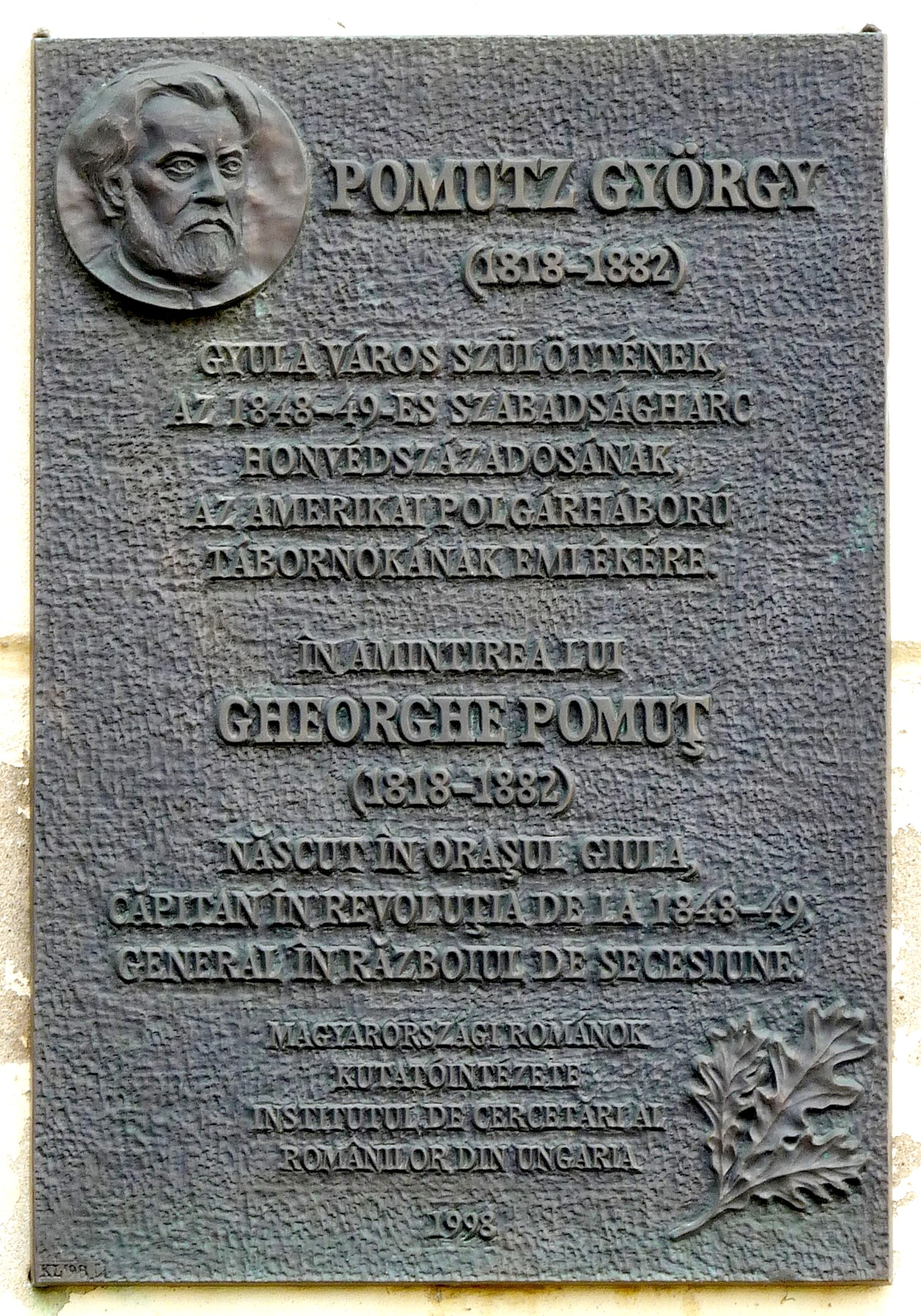
Placa comemorativa din Jula/Gyula

S-a născut la data de 31 mai 1818, într-o familie românească din orașul Gyula  aflat în comitatul Békés, Ungaria. Tatăl său era fierar pe moșia grofului Wenckheim. Familia Pomuț (uneori apare în registre drept Pumnuț) se pare că provine din satul Săcele, pe atunci în comitatul Brașov, de unde bunicul său, Dinică Pomuț, a plecat spre vest în căutarea unui trai mai bun. Copilul a fost botezat  de către preotul ortodox Atanasie Georgievici din Jula (ung. Gyula], cu numele de Georgie Pomutz. Actul de botez se păstrează și în microfilm de către Biserica Mormonilor din Salt Lake City, Utah, SUA și indică, conform transcrierii din graiul local, în limba română, cu caractere chirilice:
"No. 63, 1818 mai 31, prunc.
S-au născut pruncul parte (bărbătească) Georgie în luna Mai, zioa 31 anului celui mai sus. Tatăl pruncului, Pomuț Ioann și muma Victoria, lăcuitori (ai) oraș(ului) Jula. S-au botezat și s-au ouns cu sfântul mir prin mine preotul, Atanasie Georgievici, parohialnic a sfintei bisearici, H(ram) S(fântului) I(erarh) Nicolae care se află în orașul Jula în luna și zioa cea, ce s-au pus supt anul, și s-au dat în sfântul botez pruncului numele Georgie. Nașul lui au fost Pluha Elena lăcuit(oare în) oraș(ul) Jula. Ecstract au căpătat Iunie 27, 858."
Părinții, români de religie ortodoxă, probabil înstăriți, i-au asigurat accesul la învățătură, încât a putut studia arta militară la Academia Militară din Viena și la cea din Saint Etienne (Franța). După absolvirea studiilor universitare, a devenit procuror regal, iar mai târziu și-a deschis un birou de avocatură. 
La izbucnirea Revoluției de la 1848, era în vârstă de 30 ani și sub influența mișcării de înnoiri politice și sociale care a cuprins întreaga Europă, a participat la revoluția pașoptistă ungară, iar la scurt timp, s-a înrolat ca voluntar în armata de honvezi. A lucrat o perioadă ca secretar în subordinea guvernatorului fortului Komárom, Ujhazy, combatant revoluționar în mișcarea lui Lajos Kossuth. 
Unitatea militară în care a luptat a obținut o serie de victorii în luptele din vara anului 1849, iar Pomuț a fost ridicat la rangul de căpitan. Entuziasmul lui Pomuț pentru revoluția maghiară s-a datorat în principal educării sale în școlile ungurești.

## Emigrant în America

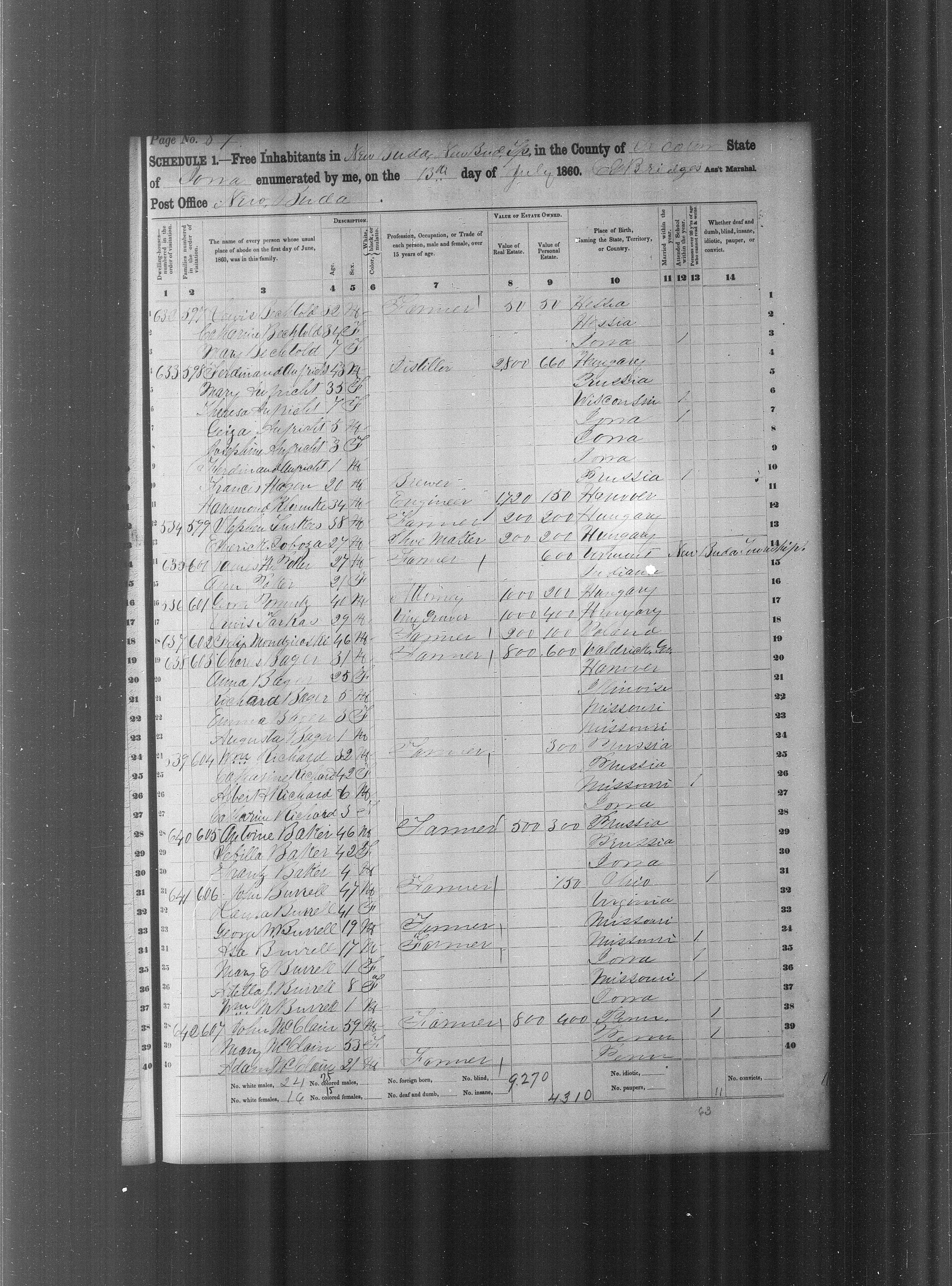
Imagine recensământ

George Pomuț a părăsit fortăreața de la Komárom în perioada 1-3 octombrie 1849, după ce fortăreața a fost cucerită de generalul Julius Jacob von Haynau. Spre sfârșitul anului 1849, pentru a scăpa de condamnarea hărăzită lui de guvernul austriac, s-a refugiat mai întâi în Italia și apoi în Germania. Fiind încă tânăr și fără obligații, a ales să emigreze în Statele Unite ale Americii. 
Împreună cu un mic grup de 30 de camarazi, George Pomuț a părăsit portul Hamburg, ajungând la New York la 24 februarie 1850, unde a rămas numai câteva luni. De aici, împreună cu un alt român, bănățeanul Drahoș (Dragoș), cu câțiva revoluționari maghiari, emigranți și ei, au hotărât să se îndrepte spre Vest. Grupul de emigranți s-a stabilit în localitatea Keokuk din statul Iowa, unde au primit în stăpânire un loc sălbatic. Mica lor colonie a primit numele de "New Buda" și se afla la sud de localitatea Burlington. Acest oraș era doar plănuit de către emigranți, el neexistând niciodată ca așezare urbană. 
La data de 15 martie 1855, George Pomuț a obținut cetățenia Statelor Unite ale Americii. Fire întreprinzătoare, George Pomuț a cumpărat, sprijinit de către un om bogat, Tall, pe care l-a cunoscut atunci, terenuri întinse de pământ. Începuse să trăiască chiar în lux, când în anul 1859 a oferit găzduire unui prieten venit din Europa. La începutul războiului de secesiune, Pomuț putea fi considerat un om bogat: era proprietarul unor întinse suprafețe de pământ, avea o fermă, realiza venituri frumoase din concesionarea unor exploatări miniere, construise o șosea pentru o mai bună circulație în Vestul încă sălbatic. In anul 1860 apare in recensamantul american pentru Decatur, Iowa, ca avocat de 40 ani, nascut in Ungaria, cu o avere imobiliara de 1000 dolari si o avere personala de 200 dolari.

## Voluntar în armata americană

Generalul George Pomuț

În anul 1861 Pomuț explica necesitatea ca Ungaria să demonstreze un tratament mai bun față de minoritățile sale etnice, precum și nevoia de cooperare cu Principatele Unite ale Moldovei și Valahiei. Aceste idei nu au mai putut fi dezvoltate, din cauza izbucnirii Războiului de Secesiune din America, război care a divizat nordul aboliționist de sudul care dorea menținerea sclaviei. El a cerut să se înroleze ca voluntar în Armata Uniunii (nordul aboliționist) pentru a-și susține ideile sale generoase.
Este acceptat în anul 1861 ca locotenent în cadrul Regimentului 15 de Infanterie din Iowa, compus din peste 1.000 soldați și 37 ofițeri, sub comanda colonelului Reid. Pomuț a fost promovat ca locotenent major și apoi adjutant. Era apreciat în mod particular datorită calmului și curajului său. A devenit erou încă din viață prin faptele sale de arme din luptele de la Shilloh, Corinth, Vicksburg, Atlanta, Savannah.
În vara anului 1863 este promovat la gradul de maior, iar apoi în mai 1864, la începutul Bătăliei pentru orașul Atlanta, generalul Frank P. Blair îl aduce la Cartierul General al Armatei Nordiste și îl avansează la gradul de “Provost Marshall” al Regimentului 17. În august 1864 Pomuț cere permisiunea să se întoarcă la Regimentul 15 Iowa, i se aprobă transferul și i se oferă comanda Regimentului, fiind promovat la gradul de locotenent-colonel. Aflat mereu în prima linie, Pomuț a luptat în numeroase bătălii grele.
Cu privire la capacitățile militare ale lui George Pomutz în Bătălia de la Atlanta, generalul Walter O. Gresham, comandantul Brigăzii a III-a care cuprindea și regimentul lui Pomuț, a scris odată: “L-am întâlnit pe Pomutz; un brav și curajos ofițer care se bucura de o mare popularitate în rândul camarazilor și soldaților săi. El nu este doar un ofițer valoros, versat în toate problemele militare, ci și un om cu o cultură superioară, un gentleman manierat.” 
Generalul Pomuț a fost de asemenea membru al Organizației Foștilor Voluntari, al Legiunii Credincioase și al Ordinului Săgeata Albastră ("Blue Arrow Order"). Peste doi ani, în 1865, ca o recunoaștere a meritelor sale militare, Senatul american îi conferă gradul de general de brigadă.

## Consul în Rusia
După război,George Pomuț se întoarce la Keokuk. Aici primește vestea numirii sale în funcția de consul al Statelor Unite la Sankt Petersburg (Rusia), numire care are loc la data de 16 februarie 1866. Succesorul președintelui Ulysses Grant, președintele Rutherford B. Hayes îl promovează pe Pomuț la rangul de consul general în anul 1874. 
Motivele păstrării sale în această poziție timp de 12 ani l-au reprezentat calitățile și abilitățile sale diplomatice. El a fost foarte mult apreciat deoarece cunoștea bine nu mai puțin de 8 limbi străine. 
Pomuț a rezolvat un incident grav între Rusia și SUA. În calitate de consul, a avut meritul de a participa la negocierile pentru cumpărarea peninsulei Alaska de către Statele Unite, de la ruși, cu suma modestă de 7,2 milioane de dolari. Cu această ocazie a participat și la încheierea tratatului americano-rus.  
Deși a fost rechemat în America, după ce și-a încheiat misiunea diplomatică în anul 1878,  el a rămas în Rusia din motive necunoscute. Chiar și moartea lui este enigmatică. În SUA nu se știe altceva decât că a murit într-o mare sărăcie la 12 octombrie 1882 în orașul Sankt Petersburg. A fost înmormântat în cimitirul Smolensk  din orașul Sankt Petersburg, capitala Rusiei din acea vreme.

## Omagieri postume
Unul dintre senatorii statului Ohio i-a menționat pe cei doi eroi români, generalul George Pomuț și căpitanul Nicolae Dunca, printre luptătorii care și-au vărsat sângele pentru păstrarea unității Statelor Unite ale Americii și au gravat numele lor cu litere de aur în paginile de istorie ale Americii.
În anul 1913 Congresul american a emis Decretul 775/1913, prin care a dispus ca rămășițele pământești ale lui George Pomuț să fie aduse și înmormântate în Cimitirul Național din Arlington. Din cauza începerii Primului Război Mondial și revoluției bolșevice planurile au fost abandonate. În anul 1944 cetățeni americani de origine română au construit prin colectă publică un cuirasat pe care l-au oferit guvernului federal; guvernul Statelor Unite i-a dat un nume simbolic: "General George Pomuț". Nava americană s-a aflat în exploatare până în anul 1970. 
La 9 iulie 1997, cu ocazia vizitei președintelui american Bill Clinton în România, acesta a evocat în discursul său personalitatea generalului american de origine română George Pomutz ca pe unul dintre cei care au făurit America de astăzi.
La data de 14 august 2004 a fost dezvelită o statuie a generalului Pomutz în fața Catedralei Ortodoxe române Sfânta Maria din orașul Cleveland (Ohio, SUA).